# Ficinia filiculmea
Ficinia filiculmea är en halvgräsart som beskrevs av Brian Laurence Burtt. Ficinia filiculmea ingår i släktet Ficinia och familjen halvgräs. Inga underarter finns listade i Catalogue of Life.